# (24984) Usui
(24984) Usui est un astéroïde de la ceinture principale.

## Description
(24984) Usui est un astéroïde de la ceinture principale. Il fut découvert le 27 mai 1998 à la station Anderson Mesa par le programme LONEOS. Il présente une orbite caractérisée par un demi-grand axe de 2,26 UA, une excentricité de 0,25 et une inclinaison de 10,5° par rapport à l'écliptique.

## Compléments